# Василевский, Павел Брониславович
Павел Брониславович Василевский (пол. Paweł Bronisławowicz Wasilewski; 13 января 1873 — после 1906) — российский политический деятель, поляк по национальности, депутат Первой Государственной Думы Российской империи от Варшавской губернии.

## Биография
По национальности поляк, по вероисповеданию католик, из крестьянского сословия. Окончил одноклассную сельскую школу, дальнейшее самообразование получал под руководством К. Литвицкого, участника Польского восстания 1863 года. Занимал должность солтыса (сельский староста в Царстве Польском), а также был гминным уполномоченным. Работал в газетах «Воскресная газета» (пол. Gazeta Świąteczna) и «Нация» (пол. Narod), состоял в Национально-демократической партии. Владел надельной землёй в размере 7 гектаров.
8 мая 1906 года был избран в Первую Государственную думу от общего состава выборщиков Варшавского губернского избирательного собрания. Входил в Польское коло, однако фактически не участвовал в работе Думы. После её роспуска вернулся в родную деревню, продолжив заниматься сельским хозяйством на своем наделе.